# Culte
|  | Per a altres significats, vegeu «Culte (pràctica religiosa)». |

Un culte és un grup social que es defineix per les seves creences religioses, espirituals o filosòfiques inusuals o pel seu interès comú en una personalitat, objecte o objectiu particular. Aquest sentit del terme és controvertit, ja que té definicions divergents tant en la cultura popular com en l'àmbit acadèmic, i també ha estat una font contínua de controvèrsia entre els estudiosos de diversos camps d'estudi. :348–56 La paraula "culte" se sol considerar pejorativa.
Un sentit més antic de la paraula culte implica un conjunt de pràctiques de devoció religiosa que són convencionals dins de la seva cultura, estan relacionades amb una figura particular i sovint s'associen a un lloc concret. Les referències al "culte" d'un sant catòlic en particular, o al culte imperial de l'antiga Roma, per exemple, utilitzen aquest sentit de la paraula.
Tot i que el sentit literal i original de la paraula es manté en ús, al segle xix va sorgir un sentit derivat de «devoció excessiva». A partir dels anys 30, els cultes es van convertir en objecte d'estudi sociològic en el context de l'estudi del comportament religiós. Des dels anys 40, el moviment contraculte cristià s'ha oposat a algunes sectes i nous moviments religiosos, etiquetant-los com a "cultes" a causa de les seves creences poc ortodoxes. Des dels anys setanta, el moviment secular anticulte es va oposar a certs grups i, en reacció als actes de violència comesos per alguns dels seus membres, els ha acusat sovint de practicar el control mental. Els acadèmics i els mitjans de comunicació han discutit algunes de les reivindicacions i accions dels moviments anticulte, provocant una nova controvèrsia pública.
Les classificacions sociològiques dels moviments religiosos poden identificar un culte com un grup social amb creences i pràctiques socialment desviades o novedoses encara que sovint no és clar. Altres investigadors presenten una imatge menys organitzada dels cultes, dient que sorgeixen espontàniament al voltant de noves creences i pràctiques. Els grups etiquetats com a cultes varien des de grups locals amb pocs seguidors fins a organitzacions internacionals amb milions de persones adherides.